# Robert Lach
Robert Lach (Vienna, 29 gennaio 1874 – Salisburgo, 11 settembre 1958) è stato un insegnante e musicologo austriaco.

## Biografia
Da giovane ha studiato composizione, dal 1893 al 1899, al Conservatorio di Vienna con Robert Fuchs, musicologia con Richard Wallaschek, Heinrich Lowy-Rietsch, Max Dietz e Guido Adler.
Frequentò la facoltà di giurisprudenza all'Università di Vienna, ma si laureò in filosofia nel 1902 alla Università di Praga.
Nel 1894 si unì al servizio civile austriaco.
Lach visse fino al 1909 in Istria, in Dalmazia e in Italia.
Dal 1911 al 1920 assunse l'incarico di direttore musicale della Hofbibliothek viennese, mentre dal 1915 divenne docente universitario di musicologia, e dal 1924 al 1945 fu anche professore di storia della musica presso l'Accademia di musica e arti dello spettacolo.
Dal 1933 Lach diventò membro del Partito Nazionalsocialista Tedesco dei Lavoratori nel gruppo locale Pötzleinsdorf.
Lach è considerato un rappresentante di spicco della musicologia comparata. Ha anche pubblicato scritti sui suoi studi di storia della musica, etnomusicologia e psicologia musicale, sociologia, antropologia, danza; ha anche scritto numerose opere sull'intero campo della storia della musica occidentale da un aspetto storico, stilistico ed estetico-psicologico.
Lach si mise in evidenza anche come poeta e compositore di opere tardo romantiche.
Tra le sue pubblicazioni musicali annoveriamo: W.A.Mozart Theoretiker (1918), Gregorianische Choral (1926).

## Opere
- Studien zur Entwicklungsgeschichte der ornamentalen Melopöie, 1913;
- Sebastian Sailer "Schöpfung" in der Musik, 1916;
- Vorläufiger Bericht über die in Auftrag der kaiserlichen Akademie der Wissenschaften erfolgte Aufnahme der Gesänge russischer Kriegsgefangener im August und September 1916, 1917;
- Wolfgang Amadeus Mozart als Theoretiker, Holzhausen, Vienna, 1918;
- Zur Geschichte des Gesellschaftstanzes des 18. Jahrhunderts, 1920;
- Zur Geschichte des musikalischen Zunftwesens, 1923;
- Die vergleichende Musikwissenschaft, ihre Methoden und Probleme, 1924;
- Die Musik der Natur- und orientalischen Kulturvölker., in Guido Adler: Handbuch der Musikgeschichte., I-III, Francoforte, 1924;
- Das Konstruktionsprinzip der Wiederholung in Musik, Sprache und Literatur, 1925;
- Vergleichende Kunst- und Musikwissenschaft, 1925;
- Die Bruckner-Akten des Wiener Universitätsarchivs, E. Strache, Vienna, 1926;
- Gesänge russischer Kriegsgefangener I-III, 1926;
- Geschichte der Staatsakademie und Hochschule für Musik und Darstellende Kunst in Wien, E. Strache, 1927;
- Das Ethos in der Musik Schuberts, in Selbstverlag des Autors, Vienna, 1928.